# Комплекс Ходжи Абдул-Халик Гиждувани
Комплекс Ходжи Абдул-Халик Гиждувани — памятник архитектуры (XII—XV вв.), расположенный в 50 км от Бухары в городе Гиждуван (Бухарская область, Узбекистан).
Комплекс образован вокруг могилы знаменитого суфийского шейха, основателя самостоятельной школы мистицизма и ордена ходжагон (хваджаган) в Средней Азии Абдалхалика ибн Абдалджалила аль-Гиждувани.

## История
Ходжа Абдулхалик Гиждувани — первый представитель семи пиров в Бухаре. Он стал известен как Ходжай Джахан и является основателем школы суфизма .
Комплекс состоит из мавзолея Ходжи Абдулхалика Гиждувани, медресе Улугбека , мечети и хауз. Во времена Ходжи Абдалхалика аль Гиждувани мавзолей был чилляхоной, куда во время сорокадневной изнуряющей жары приходили помолиться. Святое место для мольбы затем стало заветным местом поклонения.
Считаясь с исключительной популярностью среди мусульман региона могилы аль-Гиждувани, знаменитый правитель Мирзо Улугбек повелел построить около этого места медресе, которое было завершено в 1433 году современного летосчисления. Мечеть в этом комплексе была построена во времена правления Шайбани Убайдуллы-хана Бухарского (1539—1550). В 1583 году медресе и мечеть были отремонтированы во время правления бухарского хана Абдулла-хана II (1583—1598).
Стихи 1-7 суры Аль-Аляк упоминаются на фасаде медресе Мирзо Улугбека, отреставрированного в 2003 году. Эти заметки написаны шрифтом сульс (араб. — одна треть, каллиграфический почерк). Однако большинство из них рухнули. В 1946 году часть записей медресе Улугбека была восстановлена. Надгробие Абдулхалика Гиждувани выполнено из камня, а по бокам написан одиннадцатый аят суры «Аль-Муджадиля» из Священного Корана. На коротких сторонах надгробия написана эпитафия.
В 2003 году по инициативе ЮНЕСКО и по решению Кабинета Министров Республики Узбекистан от 4 декабря 2002 г. было широко отмечено 900-летие со дня рождения Абдалхалика аль-Гиждувани. Восстановлением комплекса и юбилейными мероприятиями руководил Президент Республики Узбекистан Ислам Каримов. Были проведены обширные восстановительные и благоустроительные работы на площади в шесть гектаров. В торжественных мероприятиях принял участие и посетил Бухару Президент Узбекистана Ислам Каримов и гости из Республики Каракалпакстан, Ташкента и других областей страны, а также представители ЮНЕСКО и различных международных организаций. Глава государства осмотрел мемориальный комплекс великого теолога Абдулхалика Гиждувани.
Посещение этого популярного места продолжается и поныне. Сегодня в комплексе Ходжи Абдулхалика Гиждувани созданы все условия для паломников.